# Victoria (Brăila)
Victoria è un comune della Romania di 3 965 abitanti, ubicato nel distretto di Brăila, nella regione storica della Muntenia.
Il comune è formato dall'unione di 2 villaggi: Mihai Bravu e Victoria.